# Мейдстоун (Вермонт)
Мейдстоун (англ. Maidstone) — місто (англ. town) в США, в окрузі Ессекс штату Вермонт. Населення — 211 особа (2020).

## Демографія
Згідно з переписом 2010 року, у місті мешкало 208 осіб у 93 домогосподарствах у складі 67 родин. Було 317 помешкань
Расовий склад населення:
| - 98,6 % — білих - 1,0 % — корінних американців - 0,5 % — азіатів |

До двох чи більше рас належало 0,0 %. Частка іспаномовних становила 0,0 % від усіх жителів.
За віковим діапазоном населення розподілялося таким чином: 18,7 % — особи молодші 18 років, 56,8 % — особи у віці 18—64 років, 24,5 % — особи у віці 65 років та старші. Медіана віку мешканця становила 52,7 року. На 100 осіб жіночої статі у місті припадало 108,0 чоловіків;  на 100 жінок у віці від 18 років та старших — 108,6 чоловіків також старших 18 років.
Середній дохід на одне домашнє господарство  становив 72 342 долари США (медіана — 63 750), а середній дохід на одну сім'ю — 86 729 доларів (медіана — 68 929). Медіана доходів становила 55 625 доларів для чоловіків та 51 250 доларів для жінок. За межею бідності перебувало 5,9 % осіб, у тому числі 6,7 % дітей у віці до 18 років та 0,0 % осіб у віці 65 років та старших.
Цивільне працевлаштоване населення становило 97 осіб. Основні галузі зайнятості: освіта, охорона здоров'я та соціальна допомога — 27,8 %, науковці, спеціалісти, менеджери — 14,4 %, сільське господарство, лісництво, риболовля — 12,4 %, мистецтво, розваги та відпочинок — 11,3 %.